# Estação Oriente (SITVA)
A Estação Oriente é uma das estações do Metrocable de Medellín e da Tranvía de Ayacucho, situada em Medellín, entre a Estação Las Torres e a Estação Alejandro Echavarría. Administrada pela Empresa de Transporte Masivo del Valle de Aburrá Limitada (ETMVA), é uma das estações terminais da Linha H e da Linha T-A.
Foi inaugurada em 20 de outubro de 2015. Localiza-se no cruzamento da Carrera 12 com a Rua 50. Atende o bairro Alejandro Echavarría, situado na comuna de Buenos Aires.